# 37785 Nougaro
37785 Nougaro este o planetă minoră (asteroid) din centura de asteroizi. A fost descoperită pe 27 septembrie 1997 la centre de recherches en géodynamique et astrométrie⁠(d) de OCA-DLR Asteroid Survey⁠(d) și a fost numită după Claude Nougaro. 
Obiectul prezintă o orbită caracterizată de o semiaxă mare de 2,2579044 UAi, o excentricitate de 0,18, o înclinație de 1,8823 ° în raport cu ecliptica.